# Їржі Совак
Їржі Совак (чеськ. Jiří Sovák; справжнє фамілія — Шмицер) — чеський актор.

## Жіттєпис
Син шинкаря. До 1941 навчався в Празькій консерваторії. Грав в аматорському театрі. З 1943 — професійний актор Тршебічского театру. У 1946-1947 виступав у складі Чехословацького армійського музичного ансамблю ім. В. Неєдли. З 1947 — артист театру Бур'яна, в 1952-1966 — Театру на Винограді. З 1966 до смерті грав на сцені Національного театру в Празі. Амплуа — комедійний актор. Відомий кіноактор. З 1950 року понад п'ятдесят років свого життя знімався в кіно.
Його син — актор і співак Іржі Шміцер.

## Вибрана фільмографія
- Ось прийде кіт (1963) — Карел, директор школи
- Соло для слона з оркестром (1975)
- Арабелла (1979)
- Арабелла повертається (1993)